# Amerila sericea
Amerila sericea là một loài bướm đêm thuộc phân họ Arctiinae, họ Erebidae.